# Tarachodes insidiator
Tarachodes insidiator är en bönsyrseart som beskrevs av Wood-mason 1882. Tarachodes insidiator ingår i släktet Tarachodes och familjen Tarachodidae. Inga underarter finns listade i Catalogue of Life.